# Rue Mazarine
Rue Mazarine är en gata i Quartier de la Monnaie i Paris 6:e arrondissement. Rue Mazarine, som börjar vid Rue de Seine 3 och slutar vid Rue Dauphine 52 och Rue de Buci 2, är uppkallad efter kardinal Jules Mazarin (1602–1661), som grundade det närbelägna Collège des Quatre-Nations, i dag säte för Institut de France.

## Omgivningar
- Saint-Germain-des-Prés
- Boulevard Saint-Germain
- Square Gabriel-Pierné
- Musée national Eugène-Delacroix
- Place de Furstemberg
- Rue de Furstemberg
- Passage du Pont-Neuf
- Salle du Jeu de paume de la Bouteille

## Bilder
| - Passage du Pont-Neuf. Fotografi av Eugène Atget. - Saint-Germain-des-Prés. |

## Kommunikationer
- Tunnelbana – linjerna   – Odéon
- Busshållplats Mazarine – Paris bussnät, linjerna 58 70

### Webbkällor
- ”Rue Mazarine”. Mairie de Paris. http://www.v2asp.paris.fr/commun/v2asp/v2/nomenclature_voies/Voieactu/6144.nom.htm. Läst 23 april 2021.
- ”Rue Mazarine”. Les rues de Paris. https://www.parisrues.com/rues06/paris-06-rue-mazarine.html. Läst 23 april 2021.